# Esquadra de Evoluções
Esquadra de Evoluções foi uma esquadra naval da Armada Imperial Brasileira composta dos melhores navios de sua época em diversas características. Foi criada no ano de 1884 com o intuito de desenvolver novas táticas navais inspiradas nas táticas austríacas na Batalha de Lissa (1866) onde sua força naval enfrentou e derrotou a esquadra italiana, que era muito superior.

## Antecedentes

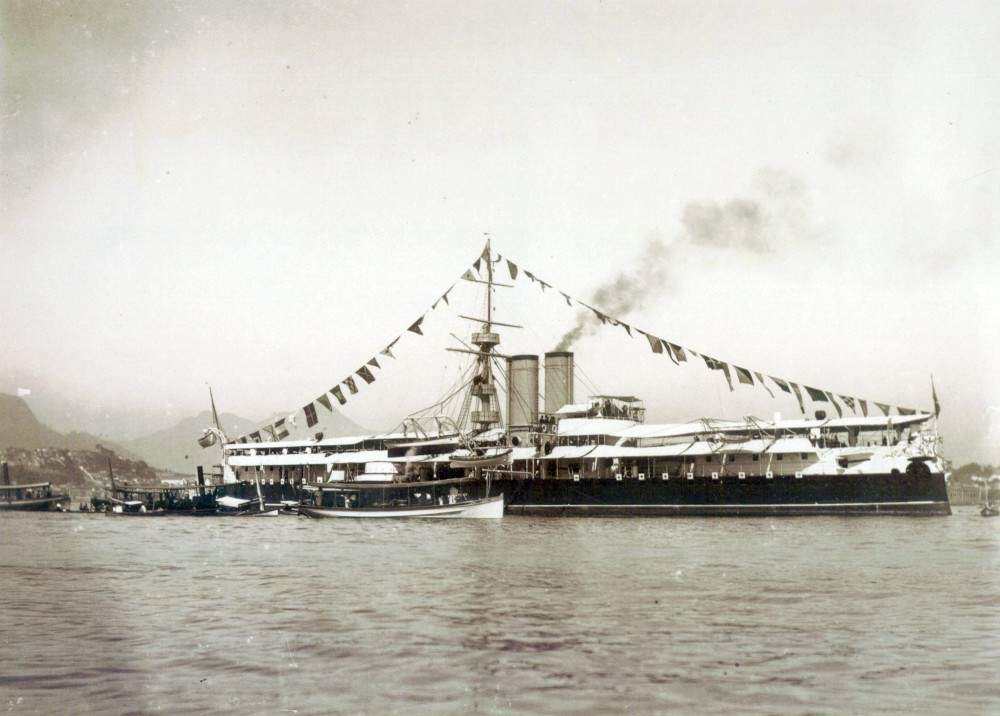
Riachuelo em 1885.

Após o fim da Guerra do Paraguai o Brasil, preocupou-se em reparar os danos causados nas suas embarcações, reequipando-as e transformando a Armada na quarta mais poderosa marinha de guerra do mundo. A partir de 1870, com a também possibilidade de um conflito com a Argentina, o Império brasileiro teve por objetivo fortalecer ainda mais a sua Armada. Em 1873 adquiriu uma canhoneira e uma corveta; um encouraçado e um monitor em 1874 e logo em seguida dois cruzadores e mais um monitor. Na década de 1880, a marinha continuou com seu programa de fortalecimento da mesma com diversos arsenais brasileiros construindo dezenas de navios de guerra. Quatro torpedeiros foram comprados, foi criada a Escola Prática de Torpedos para praças e instalou-se uma oficina de fabricação e reparo de torpedos e aparelhos elétricos no Arsenal de Marinha do Rio de Janeiro em 30 de novembro de 1883. Este mesmo Arsenal construiu as canhoneiras a vapor: Iniciadora, Carioca, Camocim, Cabedelo e Marajó, além do patacho Aprendiz, todos com cascos de ferro e aço, e não mais de madeira (os primeiros do tipo construídos no país). Contudo, o ápice da Armada Imperial ocorreu com a incorporação dos encouraçados de alto mar Riachuelo e Aquidabã (ambos dotados de tubos lança-torpedos) em 1884 e 1885, respectivamente. A obtenção destes navios possibilitou o Brasil permanecer “entre as potências navais do universo”.
Com todo esse reaparelhamento a marinha se preocupou em ter entre seus oficiais comandantes o mais alto grau de eficiência em comunicações e manobra de seus navios.

## A esquadra

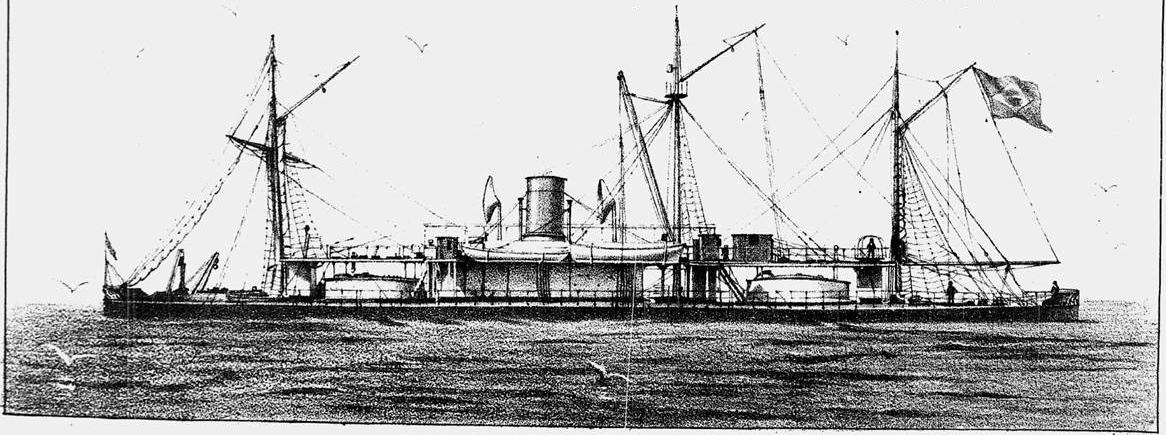
Solimões em 1892.

No dia 19 de agosto de 1884, com o intuito de fortalecer ainda mais a armada brasileira, tendo como um dos objetivos se tornar uma das mais poderosas forças navais da América do Sul, foi criada a Esquadra de Evoluções pelo Aviso n° 1541A. Os navios da esquadra concretizavam todo o avanço que a mecânica, a termodinâmica, a ótica e a eletricidade emprestavam à estrutura dos navios, à sua artilharia e à sua mais nova arma: o torpedo. A Alta Administração da Marinha Imperial estudou a possibilidade de por em prática as táticas empregadas pelos austríacos na Batalha de Lissa em 1866. Mesmo em menor número (sete encouraçados e 20 navios de madeira com 532 canhões) conseguiram impor uma derrota às forças navais italianas (doze encouraçados e dezenove navios de madeira com 641 canhões). Tais táticas demonstravam a dominação dos mares pelas armadas encouraçadas, agrupadas em esquadras compostas por unidades com alto grau de eficiência em comunicações e manobra. O primeiro comandante da esquadra foi atribuído ao Chefe-de-Esquadra (posto que hoje corresponde a Vice-Almirante) Artur Silveira da Mota, Barão de Jaceguai. Os objetivos da esquadra eram:
- Habilitar os Oficiais da Armada na aplicação dos princípios da moderna tática naval;
- Exercitar Oficiais e Praças no uso das armas ofensivas e defensivas da guerra marítima e nas operações de desembarque e ataque de fortificações;
- Estudar a melhor tática a ser adaptada nas Flotilhas de Torpedeiras, quer operem estas isoladamente, quer por combinação com os navios de combate;
- Organizar um novo regimento de sinais adaptados à tática naval moderna;
- Manter, em toda a Esquadra, o mais vivo espírito militar e a mais severa disciplina. 

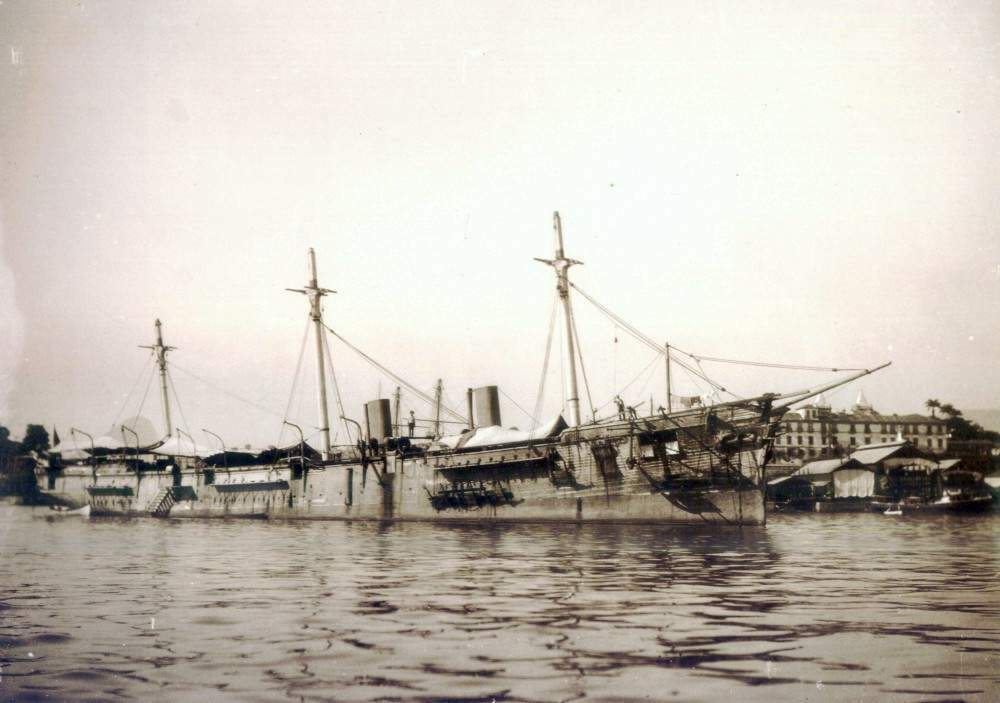
Cruzador Trajano

### Unidades da esquadra
A frota era composta pelos seguintes navios:
- Encouraçados: Riachuelo, Sete de Setembro, Solimões e Javari.
- Cruzadores: Guanabara, Almirante Barroso, Trajano e Primeiro de Março.
- Torpedeiras da 1.ª classe: 1, 2, 3 , 4 e 5.
- Torpedeiras da 4.ª classe: Alfa, Beta e Gama.

## Fim e legado
A Esquadra de Evoluções teve vida curta. Logo após a ascensão de João Maurício Wanderley, Barão de Cotegipe, como chefe de gabinete (1885-1888), alegando razões de ordem econômica, dissolveu a esquadra naval, tendo grande oposição de seu comandante o Barão de Jaceguai. Este último alegou perseguição por parte de Cotegipe, visto que Jaceguai era abolicionista e Cotegipe escravocrata. Cotegipe foi o único senador do Império a votar contrariamente à aprovação da Lei Áurea e, ao cumprimentar a princesa Isabel logo após a assinatura dela, profetizou: "A senhora acabou de redimir uma raça e perder o trono!"'
Após mais de 130 anos, a Marinha do Brasil ainda se preocupa em aparelhar e atualizar a técnica de seus serviços. Nas áreas tradicionais como o campo marítimo ou terrestres e celestes e mais recentemente a guerra cibernética os marinheiros cumprem com os seus deveres, assim levando o sucesso às operações.